# Stenungsunds kontrakt
Stenungsunds kontrakt var ett  kontrakt i Bohuslän i Göteborgs stift inom Svenska kyrkan. Kontraktet upphörde 2018 och dess församlingar överfördes då till Uddevalla och Stenungsunds kontrakt. Kontraktet omfattade Stenungsunds kommun (utom Jörlanda församling) och öarna Tjörn och Orust med kringliggande öar.
Kontraktskod var 0807.

## Administrativ historik
Kontraktet bildades 1 april 2007 av församlingar ur
del av då upplösta Älvsyssels norra kontrakt med
- Spekeröds församling som 2011 uppgick i Spekeröd-Ucklums församling
- Ucklums församling som 2011 uppgick i Spekeröd-Ucklums församling
- Norums församling
- Ödsmåls församling

hela då upplösta Orusts och Tjörns kontrakt med
- Stenkyrka församling
- Klövedals församling
- Valla församling
- Rönnängs församling
- Morlanda församling
- Klädesholmens församling som 2010 uppgick i Rönnängs församling
- Tegneby församling
- Röra församling
- Stala församling
- Myckleby församling
- Långelanda församling
- Torps församling

## Kontraktsprostar
- 2007-2013 Jonas Liljeqvist, kyrkoherde i Stenkyrka, från 2010 Tjörns pastorat
- 2014-2017 Eric Muhl, kyrkoherde i Stenungsund
- 2017 Tf. kontraktsprost i väntan på ny kontraktsindelning: Ingvar Humlén, kyrkoherde i Uddevalla